# Avatar: De Legende van Aang (stripserie)
De stripverhalen Avatar: De Legende van Aang, origineel: Avatar: The Last Airbender zijn een vervolg op de geanimeerde televisieserie van Nickelodeon, Avatar: De Legende van Aang, die werd ontwikkeld door Michael Dante DiMartino and Bryan Konietzko. De serie bestaat uit The Lost Adventures die werden gepubliceerd van 2005 tot en met 2011. Deze serie speelde zich af tussen de afleveringen van de originele serie en de verhalen uit de striptrilogieën die vanaf 2012 werden gepubliceerd.

## Free Comic Book Day uitgaven
Sinds 2011 werd tijdens de Free Comic Book Day een totaal aantal van vier short comics over Avatar: The Last Airbender en The Legend of Korra uitgebracht door Dark Horse Comics.
| Titel     | Datum      | Verhaal                      | Art                | Colors          |
| --------- | ---------- | ---------------------------- | ------------------ | --------------- |
| "Relics"  | 7 mei 2011 | Johane Matte Joshua Hamilton | Johane Matte       | Hye Jung Kim    |
| "Rebound" | 4 mei 2013 | Gene Luen Yang               | Ryan Hill          | Ryan Hill       |
| "Shells"  | 3 mei 2014 | Gene Luen Yang               | Faith Erin Hicks   | Cris Peter      |
| "Sisters" | 2 mei 2015 | Gene Luen Yang               | Carla Speed McNeil | Jenn Manley Lee |

## The Lost Adventures
The Avatar: The Last Airbender – The Lost Adventures graphic novel is a collection of long-out-of-print, fan-favorite comics previously published in Nickelodeon Magazine and the Avatar: The Last Airbender DVD collections between 2005 and 2011. It also includes the Free Comic Book Day issue "Relics" and all-new comics. Published on June 15, 2011, it is an anthology that includes twenty-eight stories by various writers and artists, many of whom worked on the original animated series.

## Team Avatar Tales
Avatar: The Last Airbender – Team Avatar Tales is the second anthology book, collecting the 2013–2015 Free Comic Book Day stories along with all-new stories. The book is scheduled for publication on October 2, 2019. Creators include Gene Luen Yang, Dave Scheidt, Sara Goetter, Ron Koertge, Kiku Hughes, Faith Erin Hicks, Ryan Hill, Carla Speed McNeil, Little Corvus, and Coni Yovaniniz.

## Graphische roman trilogieën
| Titel            | Datum             | Verhaal                                                  | Script           | Art           | Colors       |
| ---------------- | ----------------- | -------------------------------------------------------- | ---------------- | ------------- | ------------ |
| The Promise      | 26 januari 2012   | Michael Dante DiMartino Bryan Konietzko Gene Luen Yang   | Gene Luen Yang   | Gurihiru      | Gurihiru     |
| The Promise      | 30 mei 2012       | Michael Dante DiMartino Bryan Konietzko Gene Luen Yang   | Gene Luen Yang   | Gurihiru      | Gurihiru     |
| The Promise      | 26 september 2012 | Michael Dante DiMartino Bryan Konietzko Gene Luen Yang   | Gene Luen Yang   | Gurihiru      | Gurihiru     |
| The Search       | 20 maart 2013     | Michael Dante DiMartino Bryan Konietzko Gene Luen Yang   | Gene Luen Yang   | Gurihiru      | Gurihiru     |
| The Search       | 10 juli 2013      | Michael Dante DiMartino Bryan Konietzko Gene Luen Yang   | Gene Luen Yang   | Gurihiru      | Gurihiru     |
| The Search       | 30 oktober 2013   | Michael Dante DiMartino Bryan Konietzko Gene Luen Yang   | Gene Luen Yang   | Gurihiru      | Gurihiru     |
| The Rift         | 5 maart 2014      | Michael Dante DiMartino Bryan Konietzko Gene Luen Yang   | Gene Luen Yang   | Gurihiru      | Gurihiru     |
| The Rift         | 16 juli 2014      | Michael Dante DiMartino Bryan Konietzko Gene Luen Yang   | Gene Luen Yang   | Gurihiru      | Gurihiru     |
| The Rift         | 18 november 2014  | Michael Dante DiMartino Bryan Konietzko Gene Luen Yang   | Gene Luen Yang   | Gurihiru      | Gurihiru     |
| Smoke and Shadow | 6 oktober 2015    | Michael Dante DiMartino Bryan Konietzko Gene Luen Yang   | Gene Luen Yang   | Gurihiru      | Gurihiru     |
| Smoke and Shadow | 29 december 2015  | Michael Dante DiMartino Bryan Konietzko Gene Luen Yang   | Gene Luen Yang   | Gurihiru      | Gurihiru     |
| Smoke and Shadow | 12 april 2016     | Michael Dante DiMartino Bryan Konietzko Gene Luen Yang   | Gene Luen Yang   | Gurihiru      | Gurihiru     |
| North and South  | 28 september 2016 | Michael Dante DiMartino Bryan Konietzko Gene Luen Yang   | Gene Luen Yang   | Gurihiru      | Gurihiru     |
| North and South  | 25 januari 2017   | Michael Dante DiMartino Bryan Konietzko Gene Luen Yang   | Gene Luen Yang   | Gurihiru      | Gurihiru     |
| North and South  | 26 april 2017     | Michael Dante DiMartino Bryan Konietzko Gene Luen Yang   | Gene Luen Yang   | Gurihiru      | Gurihiru     |
| Imbalance        | 19 december 2018  | Michael Dante DiMartino Bryan Konietzko Faith Erin Hicks | Faith Erin Hicks | Peter Wartman | Ryan Hill    |
| Imbalance        | 14 mei 2019       | Michael Dante DiMartino Bryan Konietzko Faith Erin Hicks | Faith Erin Hicks | Peter Wartman | Adele Matera |
| Imbalance        | 2 oktober 2019    | Michael Dante DiMartino Bryan Konietzko Faith Erin Hicks | Faith Erin Hicks | Peter Wartman | Adele Matera |

### Bibliotheek hardcover verzameling
| Volume | Originele titel  | Nederlandse titel | Datum             | Verzameld            | ISBN                                                                               | Voetnoten         |
| ------ | ---------------- | ----------------- | ----------------- | -------------------- | ---------------------------------------------------------------------------------- | ----------------- |
| 1      | The Promise      | De Belofte        | 20 februari 2013  | The Promise 1–3      | 9781616550745 9789460781667 (boek 1) 9789460781841 (boek 2) 9789460782442 (boek 3) | [ 3 ] [ 4 ] [ 5 ] |
| 2      | The Search       | De Zoektocht      | 5 februari 2014   | The Search 1–3       | 9781616552268 9789460782671 (boek 1) 9789460782688 (boek 2) 9789460782695 (boek 3) | [ 6 ] [ 7 ] [ 8 ] |
| 3      | The Rift         |                   | 24 februari 2015  | The Rift 1–3         | 9781616555504                                                                      |                   |
| 4      | Smoke and Shadow |                   | 21 september 2016 | Smoke and Shadow 1–3 | 9781506700137                                                                      |                   |
| 5      | North and South  |                   | 25 oktober 2017   | North and South 1–3  | 9781506701950                                                                      |                   |
| 6      | Imbalance        |                   | 13 mei 2020       | Imbalance 1–3        | 9781506708126                                                                      |                   |